# Weißgehrenhöfle
Das Weißgehrenhöfle ist ein abgegangener Hof auf der Gemarkung der Stadt Murrhardt im baden-württembergischen Rems-Murr-Kreis. Über die Geschichte der Siedlung, die nur 18. Jahrhundert bestand, ist nicht mehr viel bekannt. Oberirdische Reste der Hofstelle gibt es – abgesehen von einer kleinen Brunnenstube – nicht.

## Lage
Das Weißgehrenhöfle lag auf einer landwirtschaftlich genutzten Hochebene, etwa 1,2 Kilometer südlich von Murrhardt-Steinberg, südöstlich des Spechtshofs. Der Flurname lautet Weißgehren. 

## Geschichte
Laut einem Lagerbuch des Klosters Murrhardt von 1717 entstand das Weißgehrenhöfle um 1707. Der Eigentümer hatte die Grundstücke (16 Morgen) am 25. August 1707 von der Stadt Murrhardt gekauft. Die Flächen des Hofs bestanden wohl nur aus Viehweiden, Ackerflächen sind nicht erwähnt. Als Eigentümer wird Jakob Nestler genannt, als Viehbesitz lediglich drei Stück Rinder und zwei Ziegen. In einem Steuerbuch der Stadt Murrhardt von 1723 ist die Rede von einem einstöckigen Bauernhäuslein mit einem angebauten Webstüble. Das Einkommen der Familie Nestler muss bescheiden gewesen sein. Da sie von der Landwirtschaft kaum leben konnten, besserten sie ihr Einkommen mit Leinenweberei auf.
Die Siedlung wurde auch in Tauf- und Totenbüchern der evangelischen Kirchengemeinde Murrhardt erwähnt. Die Einträge finden sich in dem Tauf-Register für die Jahre 1760 bis 1788. Bis 1785 sind Geburten verzeichnet, bei denen als Wohnort der Eltern Weißengairen Höffle eingetragen ist. In dem Totenregister ist der letzte Eintrag im Jahre 1789 vorgenommen worden. Wahrscheinlich wurde der Hof kurz danach aufgegeben und verfiel. 